# Brian Hamilton
Brian Hamilton (Angleton, 14 maggio 1982) è un ex cestista statunitense, professionista nella NBDL, in Europa e in Africa.

## Palmarès
- Migliore nelle palle recuperate NBDL (2008)